# 馮偉光
馮偉光，香港記者及傳媒人，於1985年畢業於香港中文大學新亞書院社會科學系。1989年，馮偉光擔任《百姓》雜誌月刊記者。1997年起在《蘋果日報》筆名盧峯撰寫社論，其後擔任《蘋果日報》英文版執行總編輯。
2021年6月27日，馮偉光在香港國際機場準備搭機前往英國時，被香港警務處國家安全處以涉嫌勾結外國勢力的罪名拘捕。
2021年12月，馮偉光申請保釋被拒。